# فيض أباد حاج كاظم
فيض‌ أباد حاج كاظم هي قرية في مقاطعة نائين، إيران. عدد سكان هذه القرية هو 158 في سنة 2006.